# 小行星7133
小行星7133（英語：7133 Kasahara）是一颗围绕太阳公转的小行星。1993年10月15日，圓舘金、渡邊和郎在北见发现了此天体。
这颗小行星的绝对星等为42.92917734677307等。